# Allan-Sisters
Die Allan-Sisters (tschechisch: Sestry Allanovy) war ein 1940 gegründetes tschechisches Gesangs-Trio, das bis 1967 bestand.

## Geschichte
Das Trio wurde während des Zweiten Weltkrieges im deutsch besetzten Prag von Jiřina Salačová, Vera Kočvarová und Radka Hlavsová, die Mitglieder des Kühn-Chores waren, gegründet. Ihre Vorbilder waren die Boswell Sisters und die Andrews Sisters. Den Namen wählten sie nach dem Pseudonym „Allan“ des Komponisten Alfons Jindra.
Ihre ersten Erfolge hatten sie im Kabarett „Red Seven“, wo sie von Karel Vlach entdeckt wurden und mit seinem Tanzorchester auftraten. Weitere Auftritte folgten mit dem Tanz-Orchester Melody Boys von R. A. Dvorský und dem Pianisten Leopold Korbař. Als „Allan-Terzett“ nahmen sie zahlreiche Lieder in deutscher Sprache bei der Telefunken und der Deutschen Grammophon-Gesellschaft auf. Mit Horst Winter arbeiteten sie als Backgroundsängerinnen.
Nach dem Krieg sangen sie nur noch auf Tschechisch. Radka Hlavsová wurde durch Máša Horová ersetzt und die Gruppe durch Bozena Port zu einem Quartett erweitert. 1948 waren sie an der Produktion des Musicals Divotvorný hrnec beteiligt.

## Songs
| - Wer verliebt ist, braucht Musik - Heute Nacht kam heimlich das Glück zu mir - Peter, Peter, wo warst Du heute nacht (1941, mit R.A.Dvorsky) - Von mir aus kann’s regnen (1941) - Das Froschkonzert - Heimat Deine Sterne - Die Männer sind schon die Liebe wert | - Byla jedna holčička - Divoký vítr - Hm, hm (mit A. Kavka) - Růžová krinolína - Honba za písničkou - Žhavý den |

## Diskografie
- Meine drei Allan Schwestern (LP Supraphon 1984).
- Dr. Swing 1939–1944 begleitet Karel Vlach Orchestra (LP Supraphon 1986).
- V + W Faust in die Augen. Divotvorný Topf. (CD, Supraphon 1995).